# Sergio Jadue

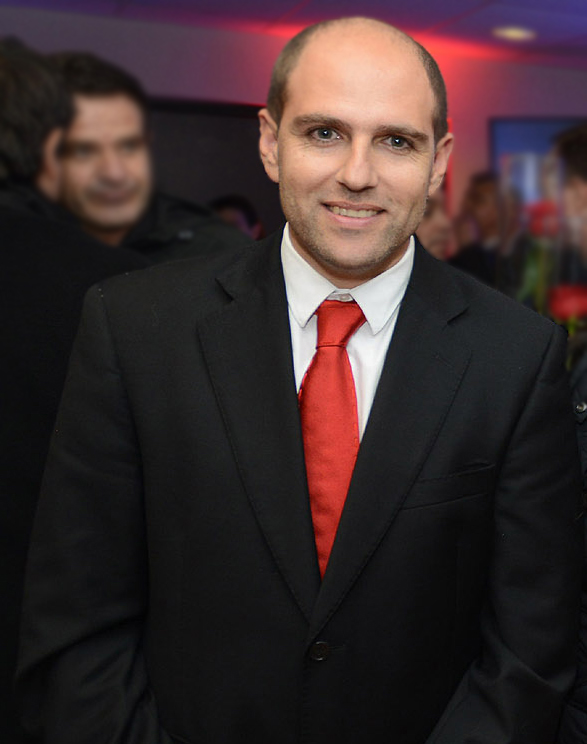
Sergio Jadue.

Sergio Elías Jadue Jadue (La Calera, 26 de abril de 1979) é um ex-dirigente de futebol chileno. Foi presidente da Associação Nacional de Futebol Profissional de Chile (ANFP) e foi o segundo vice-presidente da Confederação Sul-Americana de Futebol (Conmebol). Depois de ver-se envolvido nos casos de corrupção da FIFA em 2015, renunciou a seus cargos como dirigente e se fixou nos Estados Unidos, onde se submeteu a uma delação premiada com a justiça estadunidense.

## Biografia
Nasceu como Sergio Cortês Jadue na comuna da La Calera em 1979. Estudou no Instituto Rafael Ariztía de Quillota, e terminou sua escolaridade no Colégio Paideia. Passou por três universidades privadas; Adolfo Ibáñez, Do Mar e Das Américas, e ingressou em direito, mas nunca se formou. Durante sua educação no ensino superior, adotou como primeiro sobrenome o de sua mãe, que é de origem árabe.
Em 2007 assumiu como presidente da Corporación Club de Deportes Unión La Calera, e alguns meses mais tarde substituiu Daniel Cortez na diretoria do clube. Em junho de 2009 assumiu como presidente do diretório do clube, depois da renúncia de seu antecessor, Jorge Fuenzalida. Em sua gestão, o Únion La Calera conseguiu — depois de 26 anos — subir de divisão no Campeonato Chileno de Futebol.

### Presidência da ANFP

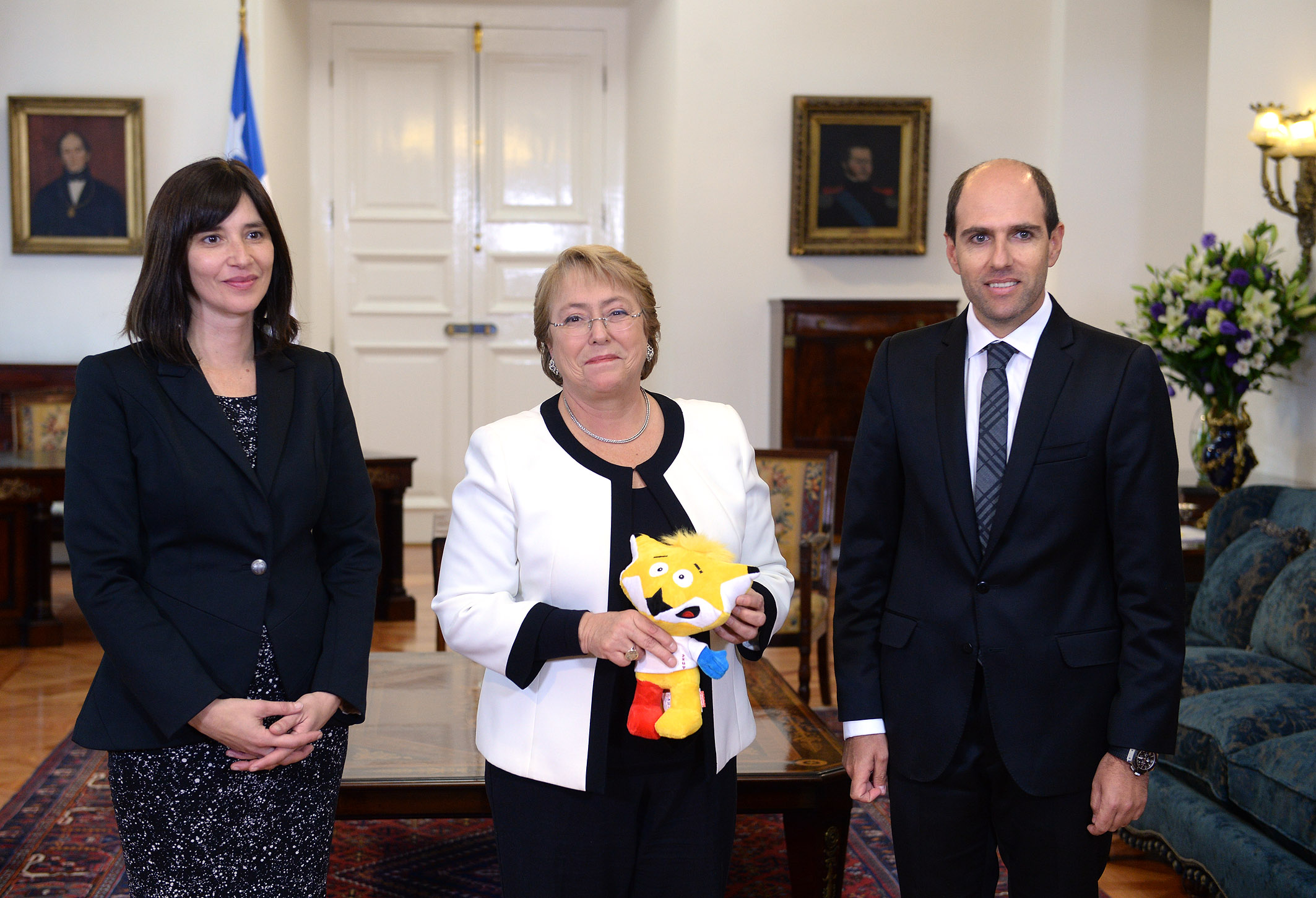
Jadue entregando-lhe um bicho de pelúcia de Zincha, a mascota oficial da Copa América 2015, à presidenta Michelle Bachelet.

Em 7 de janeiro de 2011, Sergio Jadue foi eleito como o novo presidente da ANFP, derrotando nas eleições Ernesto Corona, por 27 votos contra 21, graças a um amplo apoio dos clubes do Campeonato Chileno de Futebol. A nova diretoria, encabeçada por Jadue, assumiu em 14 de janeiro, sucedendo Harold Mayne-Nicholls. Devido a isto, Marcelo Bielsa renunciou ao cargo de diretor técnico da Seleção chilena em fevereiro do mesmo ano, alegando diferenças irreconhecíveis com Jadue, sendo então substituído pelo técnico argentino Claudio Borghi.
Durante seu mandato, a FIFA escolheu o Chile para sediar o Campeonato Mundial de Futebol Sub-17 de 2015 , se tornando, junto com Japão e México, um dos países que sediaram todas os mundiais de categoria masculina. Em 14 de novembro de 2012, demitiu Borghi como técnico da seleção principal, e contratou a Jorge Sampaoli, até então diretor técnico do Clube Universidade de Chile. Sob o comando de Sampaoli, a equipa chilena classificou-se para a Copa Mundial de Brasil 2014.
No final de 2014 tentou a reeleição para a presidência da ANFP, mas não obteve sucesso. Em 24 de outubro de 2014 foi designado presidente da Área de Competições da CONMEBOL. Em novembro de 2015 abandonou a presidência da ANFP no meio das investigações por corrupção da FIFA, assumindo Jaime Baeza como presidente.

## Caso de corrupção
Em 27 de maio de 2015, autoridades do FBI detiveram na Suíça  cinco altos dirigentes da FIFA, sendo acusados de corrupção, pagamento de subornos e lavagem de dinheiro no órgão reitor do futebol profissional. Dentro dos antecedentes está um suposto suborno pago a Jadue 1,5 milhões de dólares para assegurar os direitos de transmissão das próximas quatro edições da Copa América, incluindo a realizada no Chile durante 2015. A empresa Datisa teria realizado pagamentos somando um total de 100 milhões de dólares em 2013,  sendo 3 milhões destinados ao presidente da Confederação Sudamericana de Futebol (CONMEBOL) e aos presidentes das associações de Brasil e Argentina; 1,5 milhões à cada um dos outros sete presidentes das federações da confederação — entre eles, Jadue —, e 500 mil dólares para outros onze oficiais da CONMEBOL.
Jadue respondeu às acusações dizendo que teria sido um abono pago à ANFP por conceito da Copa América 2015, e a associação publicou em seu site documentos que, supostamente, sustentam dita versão.
Em novembro de 2015, depois de renunciar à presidência da ANFP, viajou a Miami, Estados Unidos, por um acordo com o FBI para colaborar com as investigações de corrupção. Jadue declarou-se culpado dos cargos, obtendo uma redução na condenação. Também pagou uma fiança de US$1 milhão de dólares, a que lhe dá direito a circular livre, mas com restrições, enquanto dure a investigação e o julgamento. O 6 de maio de 2016, o comité de ética da FIFA suspendeu-o por toa a sua vida todas as atividades ligadas ao futebol , junto ao dirigente colombiano Luis Bedoya. Segundo o organismo, ambos "pediram e receberam subornos de empresas relacionadas com os direitos de imagem da Copa Libertadores e da Copa América Centenário".